# Legaliteti
Le Legaliteti (en albanais : Lëvizja Legalitetit) est une faction royaliste et pro-monarchique albanaise fondée en 1941 et dirigée par Abaz Kupi.

## Idéologie

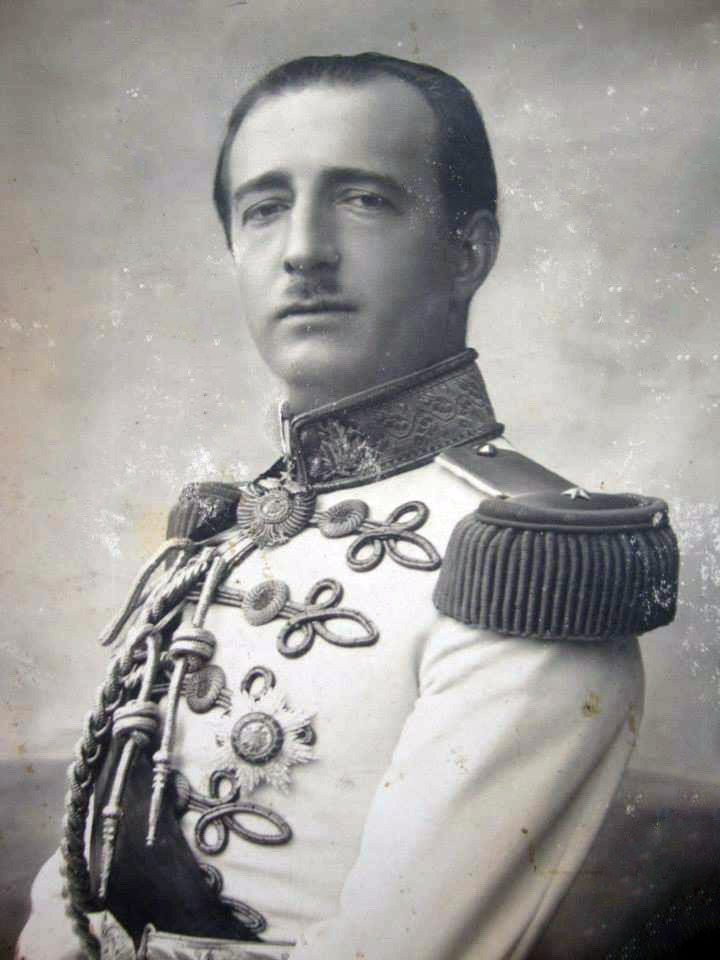
Zog d'Albanie.

Le Legaliteti demanda le retour du roi Zog, qui avait fui le pays à la veille de l'invasion italienne. Le groupe se composait de partisans principalement des tribus des montagnes du nord, en particulier de la région de Mati. Les Legaliteti étaient anti-communistes. En dépit d'être nationalistes, leurs opposants étaient le Balli Kombëtar, parti social-démocrate et pro-républicain tandis qu'eux se revendiquaient loyalistes et royalistes. Les Balli Kombëtar furent également accusés de "collabo" parce que ceux-ci soutenaient l'occupation allemande. Cependant, au sein du Balli Kombetar subsistaient des éléments pro-monarchistes.

## Histoire
L'action négative des communistes albanais sur la question du Kosovo éloigna un nombre important de ses adhérents de cette région frontalière. Après novembre 1943 jusqu'à l'Accord de Mukje, Abaz Kupi était membre du Conseil central du LNÇ, puis se retira avec d'autres pour former le Legaliteti. Kupi était un chef Guègue respecté qui avait commandé les troupes du roi Zog à Durrës lorsque les Italiens envahirent l'Albanie. Au début des années 1940, trois nouvelles factions politiques émergèrent en Albanie après la défaite des Italiens : les communistes albanais, Balli Kombëtar (Front national) et Legaliteti (Légalité). Les Alliés soutenaient à l'origine ces derniers. Étant la plus petite faction sans influence significative en Albanie, les Alliés rompirent l'aide avec eux et aidèrent les partisans yougoslaves, qui à leur tour soutinrent les communistes albanais. En 1945, les communistes albanais prirent le contrôle de l'Albanie à la fin de la Seconde Guerre mondiale. La plupart des membres du Legaliteti furent exécutés ou fuirent vers l'ouest.